# ГЕС Байша
ГЕС Байша (白沙水电站) — гідроелектростанція на сході Китаю у провінції Фуцзянь. Використовує ресурс із річки Wan'anxi, лівої притоки Beixi (ліва складова короткої річки Jiulong, котра впадає до Тайванської протоки біля міста Сямень).
В межах проекту річку перекрили греблею із ущільненого котком бетону висотою 75 метрів та довжиною 172 метра, яка потребувала 239 тис. м3 матеріалу та утримує водосховище з об'ємом 199 млн м3.
Розташований на правобережжі за три сотні метрів від греблі машинний зал обладнали двома турбінами потужністю по 35 МВт, котрі використовують напір у 55 метрів та забезпечують виробництво 187 млн кВт-год електроенергії на рік.
Видача продукції відбувається по ЛЕП, розрахованій на роботу під напругою 110 кВ.